# Baressa
Baressa (sardinsky: Arèssa) je italská obec (comune) v provincii Oristano v regionu Sardinie. Nachází se ve výšce 165 metrů nad mořem a má 559 obyvatel. Rozloha obce je 12,51 km².